# Zofia Kiełpińska
Zofia Kiełpińska, née le 15 mai 1960 à Zakopane, est une biathlète polonaise. 

## Carrière
Elle fait ses débuts en Coupe du monde lors de la saison 1990-1991. La biathlète enregistre son meilleur résultat dans cette compétition l'hiver suivant à Hochfilzen, où elle est onzième du sprint, avant de prendre paet aux Jeux olympiques d'Albertville.
Aux Championnats du monde 1993, elle obtient la médaille de bronze à la course par équipes en compagnie de Krystyna Liberda, Anna Stera et Helena Mikołajczyk.
Sa dernière course internationale a lieu aux Jeux olympiques de Lillehammer en 1994, où elle est 68e du sprint.

## Palmarès

### Jeux olympiques
| Épreuve / Édition                | Individuel | Sprint | Poursuite                        | Départ en masse                  | Relais |
| Jeux olympiques 1992 Albertville | 62e        | 50e    | Épreuve inexistante à cette date | Épreuve inexistante à cette date | 14e    |
| Jeux olympiques 1994 Lillehammer |            | 68e    | Épreuve inexistante à cette date | Épreuve inexistante à cette date |        |

### Championnats du monde
- Médaille de bronze par équipes aux Championnats du monde 1993.